# Arboretum at Flagstaff

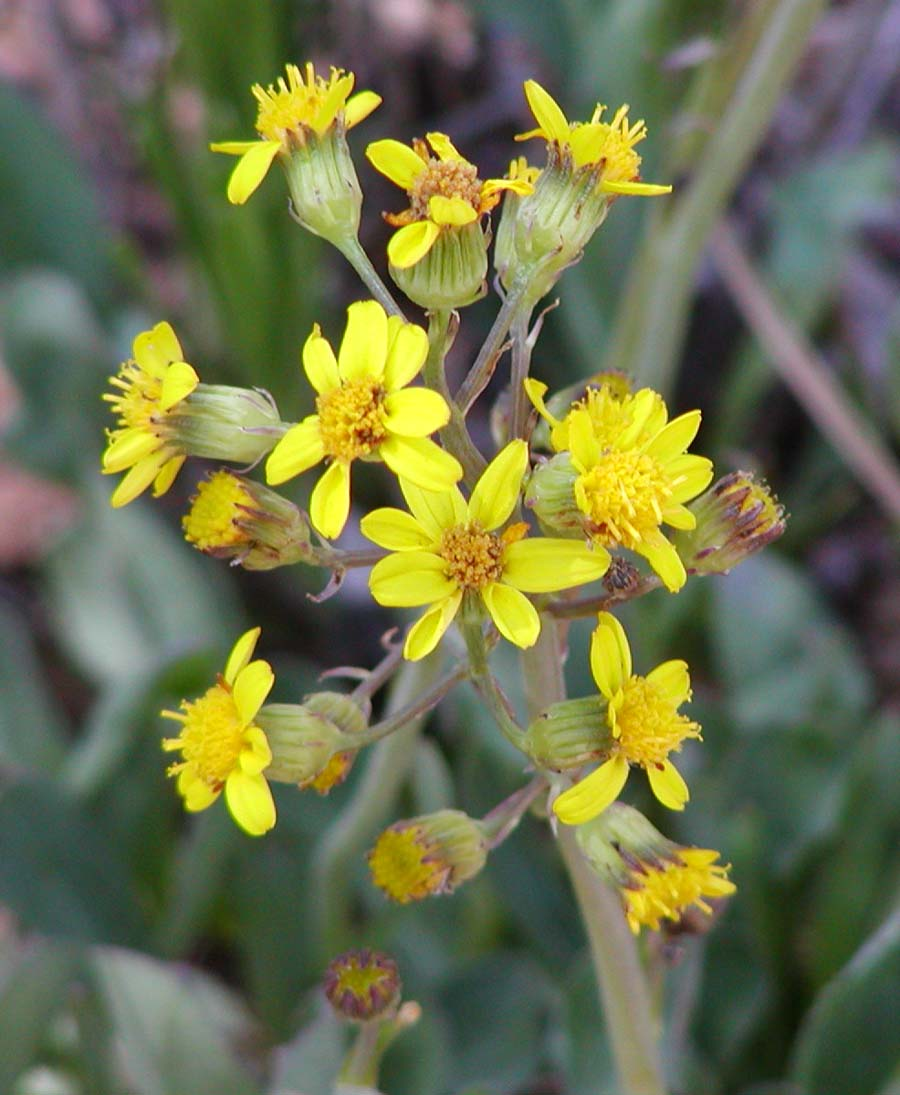
Senecio wootonii in het arboretum

The Arboretum at Flagstaff is een arboretum in Flagstaff (Arizona). Het arboretum is in 1981 opgericht, toen Frances McAllister land doneerde voor het creëren van een arboretum. Het dient als onderzoekstation en educatief centrum met betrekking tot het milieu. Het doel van het arboretum is om mensen kennis te laten maken met de planten en de plantengemeenschappen van het Colorado Plateau, waar de Grand Canyon en het Zion National Park deel van uitmaken. De oppervlakte is circa 81 ha.
Het arboretum staat bekend om zijn meer dan 2500 plantensoorten, rondleidingen, roofvogelshows en het uitzicht op de omringende bergen, graslanden en bossen. Het arboretum beschikt over een herbarium en een zaadbank. Ook zijn er een vlindertuin, een broeikas en een geschenkenwinkel. Voor het publiek worden diverse activiteiten georganiseerd, waaronder workshops, roofvogelshows, picknicks, tentoonstellingen cursussen, concerten, zoektochten naar eetbare paddenstoelen en plantenmarkten.
Het arboretum is aangesloten bij Center for Plant Conservation (CPC), een netwerk van botanische instituten dat zich bezighoudt met de bescherming van de oorspronkelijke flora van de Verenigde Staten. Voor het CPC houdt het arboretum zich bezig met de bescherming van 24 zeldzame plantentaxa. Het arboretum is aangesloten bij Botanic Gardens Conservation International, een non-profitorganisatie die botanische tuinen samen wil brengen in een wereldwijd samenwerkend netwerk om te komen tot het behoud van de biodiversiteit van planten. Daarnaast is het arboretum lid van de American Public Gardens Association, een organisatie van publiek toegankelijke tuinen in Noord-Amerika. Ook is het arboretum aangesloten bij de Plant Conservation Alliance (PCA), een samenwerkingsverband dat zich richt op de bescherming van planten die van nature voorkomen in de Verenigde Staten.
Het arboretum houdt zich bezig met wetenschappelijk onderzoek. Dit onderzoek is vooral gericht op de bescherming van planten en het herstel van habitats.